# Franz Josef von Manteuffel

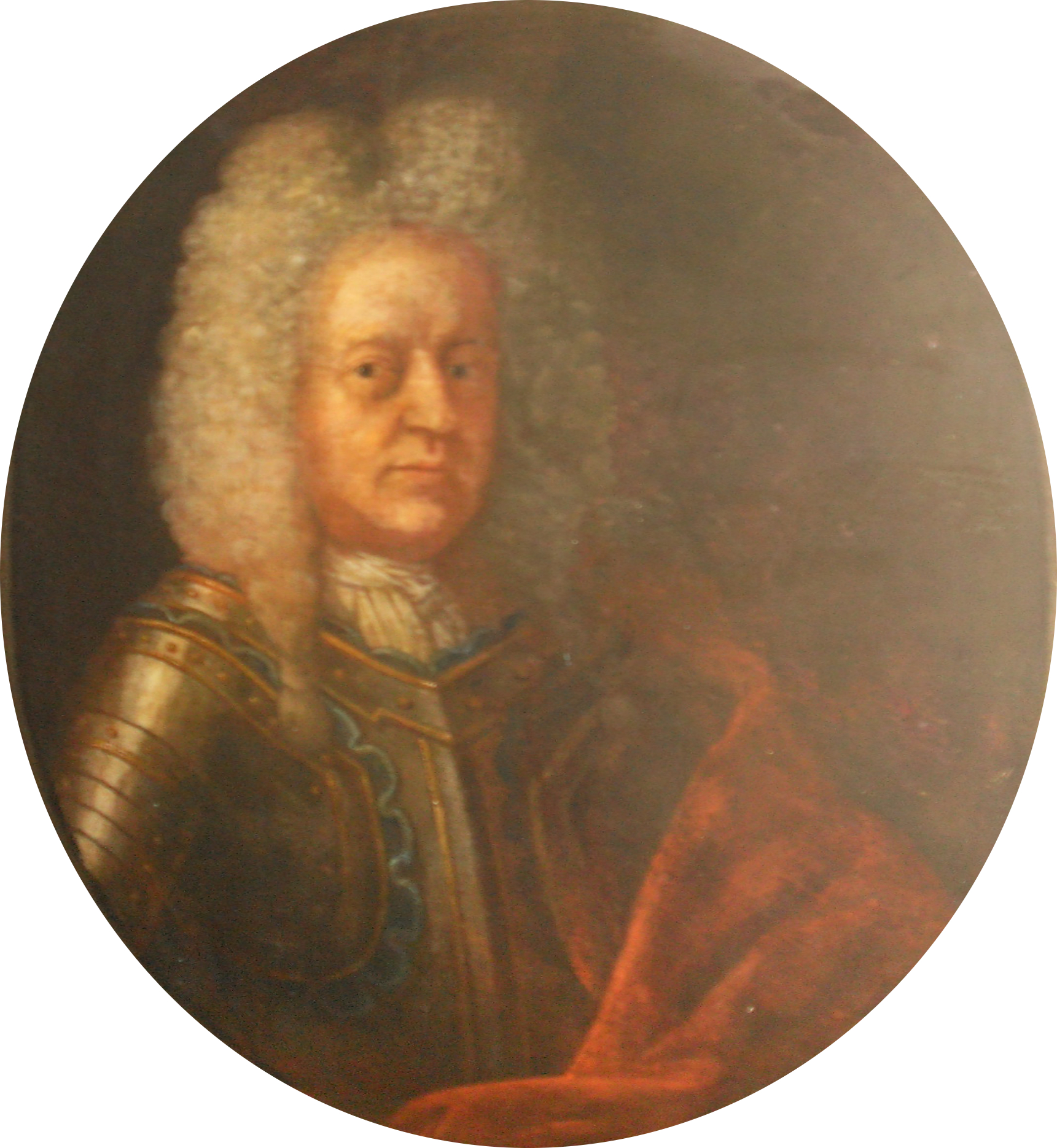
Franz Josef von Manteuffel, erste Hälfte 18. Jahrhundert.

Franz Josef Ignaz von Manteuffel (* 21. September 1663; † 30. Januar 1727 in Wasserburg am Inn) war Truchsess und kurbayerischer Kämmerer.

## Leben

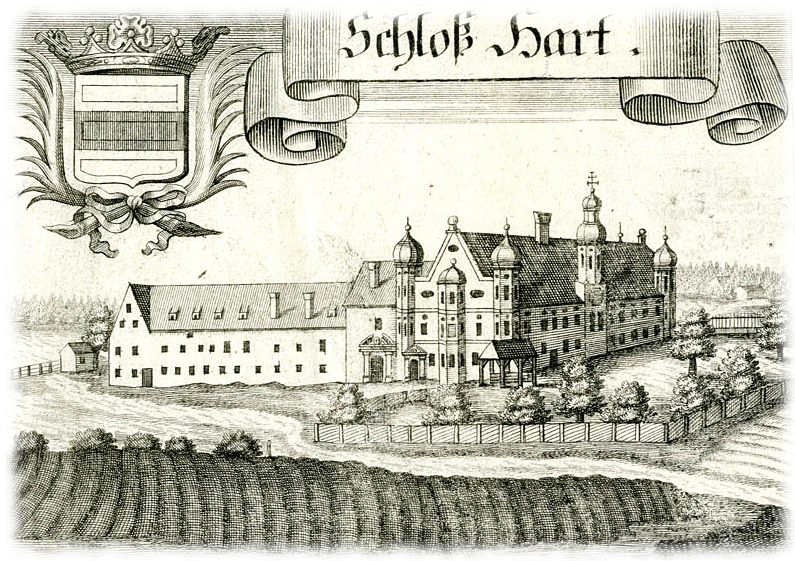
Schloss Hart um 1701

Franz Josef von Manteuffel war ein Angehöriger der hinterpommerschen Adelsfamilie Manteuffel, Sohn des Johann (Hanns) Christoph von Manteuffel aus dem Hause Broitz (* um 1635; † 14. Juli 1704 in Neumarkt in der Oberpfalz), kurbayerischer Kämmerer und Oberst, und der Francisca Katharina Maria Agnes Freiin von Seiboldsdorf († 10. Juni 1694 in München).
Franz Josef stammt wie seine Vorfahren aus Broitz in Hinterpommern. Seine Familienangehörigen verließen ihre angestammte Heimat während des Dreißigjährigen Krieges, begaben sich zunächst nach Franken und nahmen den katholischen Glauben an. Ihre pommerschen Güter verloren sie durch Annahme kurbayerischer und kurkölnischer Dienste (Felonie).
Manteuffel wurde im Jahre 1691 der Titel eines Freiherrn verliehen. 1720 kaufte er Schloss und Hofmark Brandstätt (Gemeinde Edling), lebte zeitweilig auch auf Schloss Hart (1692 bis 1727), in dessen Besitz er durch die Ehe mit Johanna Maria Friederika Freiin Thumb von Neuburg, Witwe des bayerischen Oberisten im 1. Husarenregiment Johann Baptist Lidl von Borbula, kam. Als Truchsess und kurbayerischer Kämmerer war er Oberist. Davor hatte er als Lieutenant unter der Leibgarde der bayrischen Hartschiere gedient. Seit 1715 bekleidete er die Stellung als Pfleger des Pflegegerichts zu Wasserburg am Inn, die er bis zu seinem Tod innehielt. 
Franz Josef starb 1727 und wurde auf dem Friedhof der Ägidienkirche auf der Burg in Wasserburg am Inn begraben. Kurz nach seinem Tod starb auch seine Ehefrau Johann Maria. Der Grabstein der Eheleute auf dem Friedhof der Ägidienkirche auf der Burg in Wasserburg am Inn enthält folgende Inschrift: Hier liegt begraben der Hochwohlgeb. Herr Franz Ignaz Freyherr v. Mannteufel auf Hart und Prandstetten, kurbayerischer Kammerer, Oberster und Pfleger zu Wasserburg, gestorben den 30. Jänner 1727. Dan dessen Frau gemahlin die Hochwohlgebeborene iohanna Friderica Frayfrau von Manteufel geb. Freyfr. v. Thum, gest. den 7. März 1727. Über der Inschrift befindet sich das polychromierte Ehewappen.

## Familie

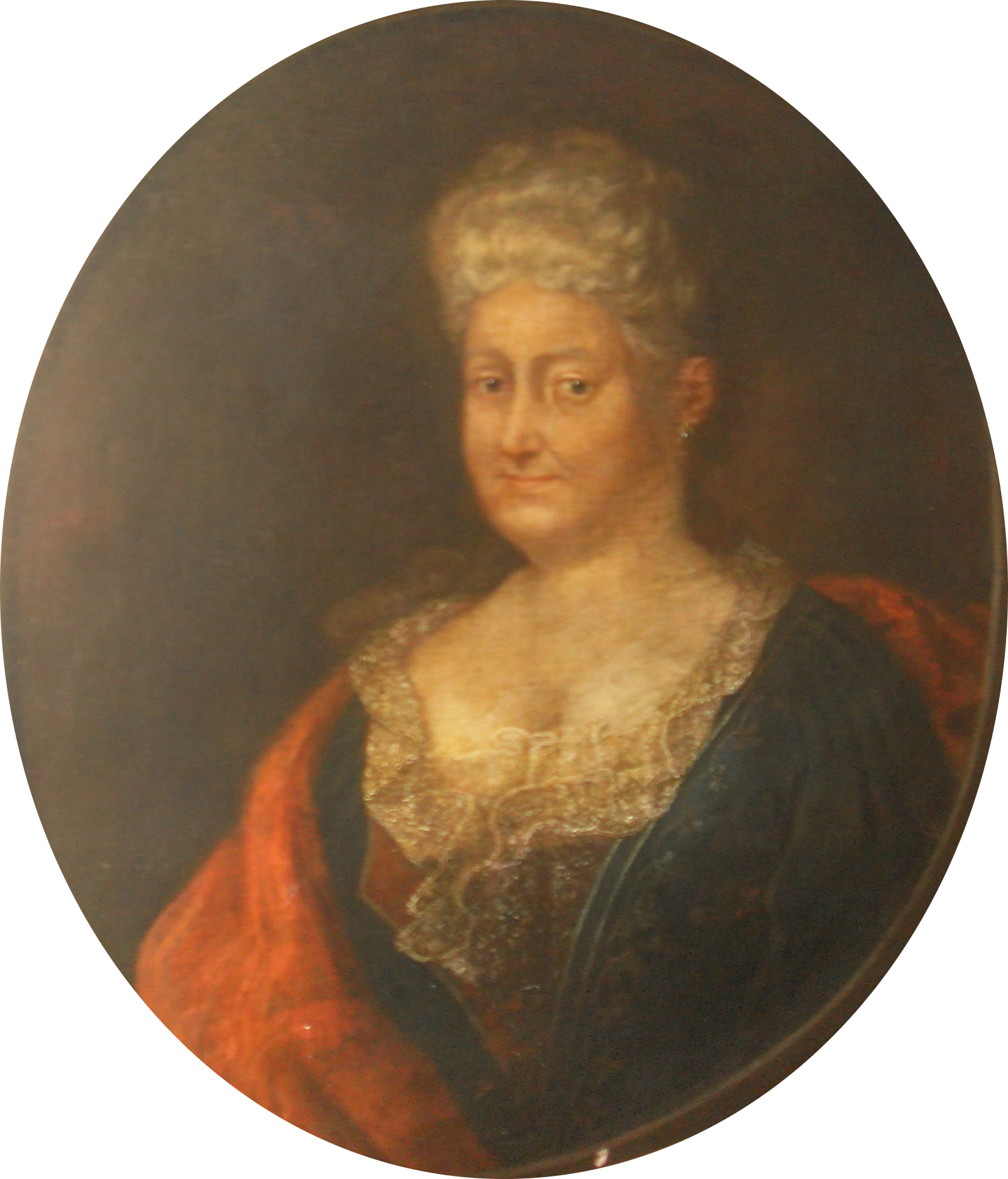
Johanna Maria von Manteuffel, geb. Thumb

Franz Joseph Ignaz von Manteuffel vermählte sich zwischen 1689 und 1692 mit Johanna Maria Friederika Freiin Thumb von Neuburg († 7. März 1727), Tochter des Ludwig Friedrich Baron Thumb von Neuburg, Erbmarschall in Württemberg und Sophia Freiin von Rollen von St. André zu Königsbach. Aus der Ehe gingen die nachfolgenden Kinder hervor.
1. Maria Anna Antonia Freiin von Manteuffel (* 1691), ⚭ 17. September 1711 Freiherr Ewald von Kleist (* 21. September 1667; † 29. April 1746), kurkölnischer Generalleutnant, königlich polnischer Generalleutnant, Bannerträger von Pommerellen.
2. Joseph Marie Clemens Kaspar Melchior Balthasar Freiherr von Manteuffel († 1750; Edling Schloss Hart), ⚭ um 1735 Maria Anna Josepha Francisca Gräfin von Cessanne et Colle, Tochter des Anton Nicolaus Graf von Cessanne et Colle, kurfürstlich bayerischer Kämmerer, Pfleger zu Lendten (auch Linden), Kastner zu Nusberg und Maria Justina Freiin von Gemmel.
3. Johann Leopold Ignatius Freiherr von Manteuffel (* 1697; † 10. Februar 1782 München), ⚭ Maria Clara Freiin von Zillerberg (* 1722; † 17. Oktober 1772).